# Mia Kirshner
Mia Kirshner (Toronto, 1975. január 25. –) kanadai színésznő, írónő és aktivista.
Fontosabb alakításai voltak a 24 (2001–2005) és az L (2004–2009) című televíziós sorozatokban. 2013 és 2014 között Az ellenállás városa című science-fiction/western témájú drámasorozatban kapott főszerepet. 2017-től a Star Trek: Discoveryben visszatérő szerepben játszott.
A filmvásznon feltűnt A holló 2. – Az angyalok városa (1996), az Anna Karenina (1997), a Már megint egy dilis amcsi film (2001) című filmekben, valamint címszereplőként Brian De Palma Fekete Dália (2006) című bűnügyi thrillerében.
2008-ban jelentette meg I Live Here című könyvét, melyet több képregényművész illusztrált. Kirshner művében különböző országok menekültjei mesélik el élettörténeteiket.

## Gyermekkora és családja
Torontóban született, egy kétgyermekes zsidó család idősebb lánygyermekeként. Édesapja, Sheldon Kirshner újságíróként dolgozik a The Canadian Jewish News című hetilapnak, bolgár származású édesanyja, Etti Kirshner tanárnő. Nagyszülei túlélték a holokausztot, apja egy menekülttáborban jött világra 1946-ban. Későbbi feleségét Izraelben ismerte meg.

## Filmográfia

### Film
| Év   | Magyar cím                      | Eredeti cím                 | Szerep             | Magyar hang     |
| ---- | ------------------------------- | --------------------------- | ------------------ | --------------- |
| 1993 |                                 | Love and Human Remains      | Benita             |                 |
| 1993 |                                 | Cadillac Girls              | Page               |                 |
| 1994 |                                 | Exotica                     | Christina          |                 |
| 1995 | Az őrület fészke                | Murder in the First         | Rosetta Young      |                 |
| 1995 | A fűhárfa                       | The Grass Harp              | Maude Riordan      | Böhm Anita      |
| 1996 | A holló 2. – Az angyalok városa | The Crow: City of Angels    | Sarah              | Kökényessy Ági  |
| 1997 | Anna Karenina                   | Anna Karenina               | Kitty              | Kocsis Judit    |
| 1997 | Őrült város                     | Mad City                    | Laurie Callahan    | Mezei Kitty     |
| 1999 |                                 | Saturn                      | Sarah              |                 |
| 1999 |                                 | Out of the Cold             | Deborah Berkowitz  |                 |
| 2000 |                                 | James Draminski (rövidfilm) | James Draminski    |                 |
| 2000 |                                 | Dark Summer                 | Dominique Denright |                 |
| 2000 |                                 | Cowboys and Angels          | Candice            |                 |
| 2001 |                                 | Century Hotel               | Dominique          |                 |
| 2001 | Spencer szerint                 | According to Spencer        | Melora             |                 |
| 2001 | Már megint egy dilis amcsi film | Not Another Teen Movie      | Catherine Wyler    | Simonyi Piroska |
| 2002 | Halálra szóló barátság          | New Best Friend             | Alicia Campbell    | Simonyi Piroska |
| 2002 |                                 | Now & Forever               | Angela Wilson      |                 |
| 2003 | Party szörnyek                  | Party Monster               | Natasha Gatien     |                 |
| 2005 | Káprázat – Írisz                | The Iris Effect             | Rebecca            |                 |
| 2006 | Fekete Dália                    | The Black Dahlia            | Elizabeth Short    | Gubás Gabi      |
| 2008 | Last minute bébi                | Miss Conception             | Clem               |                 |
| 2010 | 30 nap éjszaka – Sötét napok    | 30 Days of Night: Dark Days | Lilith             | Pap Kati        |
| 2011 |                                 | 388 Arletta Avenue          | Amy Walker         |                 |
| 2012 |                                 | The Barrens                 | Cynthia Vineyard   |                 |
| 2013 |                                 | I Think I Do                | Julia              |                 |
| 2015 |                                 | Never Happened (rövidfilm)  | Laura              |                 |
| 2016 | Milton titka                    | Milton's Secret             | Jane Adams         | Németh Kriszta  |
| 2017 |                                 | A Swinger's Weekend         | Fiona              |                 |
| 2021 |                                 | Crisis                      | Susan Reimann      |                 |

### Televízió
| Év        | Magyar cím                            | Eredeti cím                    | Szerep               | Megjegyzések                   |
| --------- | ------------------------------------- | ------------------------------ | -------------------- | ------------------------------ |
| 1989      | Világok harca                         | War of the Worlds              | Jo                   | 1 epizód                       |
| 1990      | A veszélyes öböl                      | Danger Bay                     | Catherine Walker     | 1 epizód                       |
| 1990–1991 |                                       | Dracula: The Series            | Sophie Metternich    | főszereplő (21 epizód)         |
| 1991      |                                       | E.N.G.                         | Risa Timerman        | 1 epizód                       |
| 1991      |                                       | My Secret Identity             | Alana Porter         | 1 epizód                       |
| 1991–1992 | Trópusi hőség                         | Tropical Heat                  | Cathy Paige / Sandy  | 2 epizód                       |
| 1992      | Váratlan utazás                       | Road to Avonlea                | Emily Everett-Smythe | 1 epizód                       |
| 1992      |                                       | Are You Afraid of the Dark?    | Pam / Dora Pease     | 1 epizód                       |
| 1995      | Johnny és lánya                       | Johnny's Girl                  | Amy Ross             | tévéfilm                       |
| 2001–2002 |                                       | Wolf Lake                      | Ruby Cates           | főszereplő (9 epizód)          |
| 2001–2005 | 24                                    | 24                             | Mandy                | visszatérő szereplő (7 epizód) |
| 2004–2009 | L                                     | The L Word                     | Jenny Schecter       | főszereplő (70 epizód)         |
| 2007      |                                       | They Come Back                 | Faith Hardy          | tévéfilm                       |
| 2009      | The Cleaner – A független             | The Cleaner                    | April May            | 1 epizód                       |
| 2009      | CSI: New York-i helyszínelők          | CSI: NY                        | Deborah Carter       | 1 epizód                       |
| 2010–2011 | Vámpírnaplók                          | The Vampire Diaries            | Isobel Flemming      | visszatérő szereplő (6 epizód) |
| 2012      | A legszebb nyár                       | Kiss at Pine Lake              | Zoe McDowell         | tévéfilm                       |
| 2013      |                                       | The Surrogacy Trap             | Christy Bennett      | tévéfilm                       |
| 2013      | Graceland – Ügynökjátszma             | Graceland                      | Ashika Pearl         | 1 epizód                       |
| 2013      | Elveszett lány                        | Lost Girl                      | Clio                 | 3 epizód                       |
| 2013–2014 | Az ellenállás városa                  | Defiance                       | Kenya Rosewater      | főszereplő (15 epizód)         |
| 2015      | A vérvonal árnyai                     | Bloodline                      | Sarah Rayburn        | 3 epizód                       |
| 2015      |                                       | Reluctant Witness              | Erin Villenueve      | tévéfilm                       |
| 2016      |                                       | Real Detective                 | Mannina nyomozó      | 1 epizód                       |
| 2017–2019 | Star Trek: Discovery                  | Star Trek: Discovery           | Amanda Grayson       | visszatérő szereplő            |
| 2019      | Amerika legnagyobb felvételi botránya | The College Admissions Scandal | Bethany Slade        | tévéfilm                       |
| 2020      |                                       | Love, Lights, Hanukkah!        | Christina            | tévéfilm                       |
| 2023      | Star Trek: Különös új világok         | Star Trek: Strange New Worlds  | Amanda Grayson       | 1 epizód                       |

### Videójátékok
| Év   | Cím          | Szerep         |
| ---- | ------------ | -------------- |
| 2006 | 24: The Game | Mandy (hangja) |

## Fordítás
- Ez a szócikk részben vagy egészben  a   Mia Kirshner című angol Wikipédia-szócikk ezen változatának fordításán alapul.  Az eredeti cikk szerkesztőit annak laptörténete sorolja fel. Ez a jelzés csupán a megfogalmazás eredetét és a szerzői jogokat jelzi, nem szolgál a cikkben szereplő információk forrásmegjelöléseként.